# Delta aquarides du Nord
 (août 2010).
Si vous disposez d'ouvrages ou d'articles de référence ou si vous connaissez des sites web de qualité traitant du thème abordé ici, merci de compléter l'article en donnant les références utiles à sa vérifiabilité et en les liant à la section « Notes et références ».
Les Delta aquarides du Nord sont un essaim météoritique que l'on peut voir entre le 15 juillet et le 25 août, avec un pic le 8 août où l'on peut voir jusqu'à quatre étoiles filantes par heure. 

## Observation
En 2010, on a pu voir jusqu'à 15 étoiles par heure[réf. souhaitée].